# Aéroport de Sinŭiju
L'aérodrome de Sinŭiju est un petit aéroport près de Sinŭiju, Pyongan du Nord, en Corée du Nord.

## Situation
| \| 100 km1:10 733 000 \| Wonsan Kaesong Chongjin Pyongyang Samjiyŏn Sŏndŏk Hamhung-Tŏksan Sinŭiju Haeju |
| 100 km1:10 733 000                                                                                      |

## Compagnies aériennes et destinations
| Compagnies | Destinations      |
| ---------- | ----------------- |
| Air Koryo  | Pyongyang - Sunan |